# Золотой Берег (британская колония)
Британский Золотой Берег (англ. Colony of the Gold Coast) — британская колония на побережье Гвинейского залива в Западной Африке, которая позже стала независимым государством Гана в 1957 году.

## История

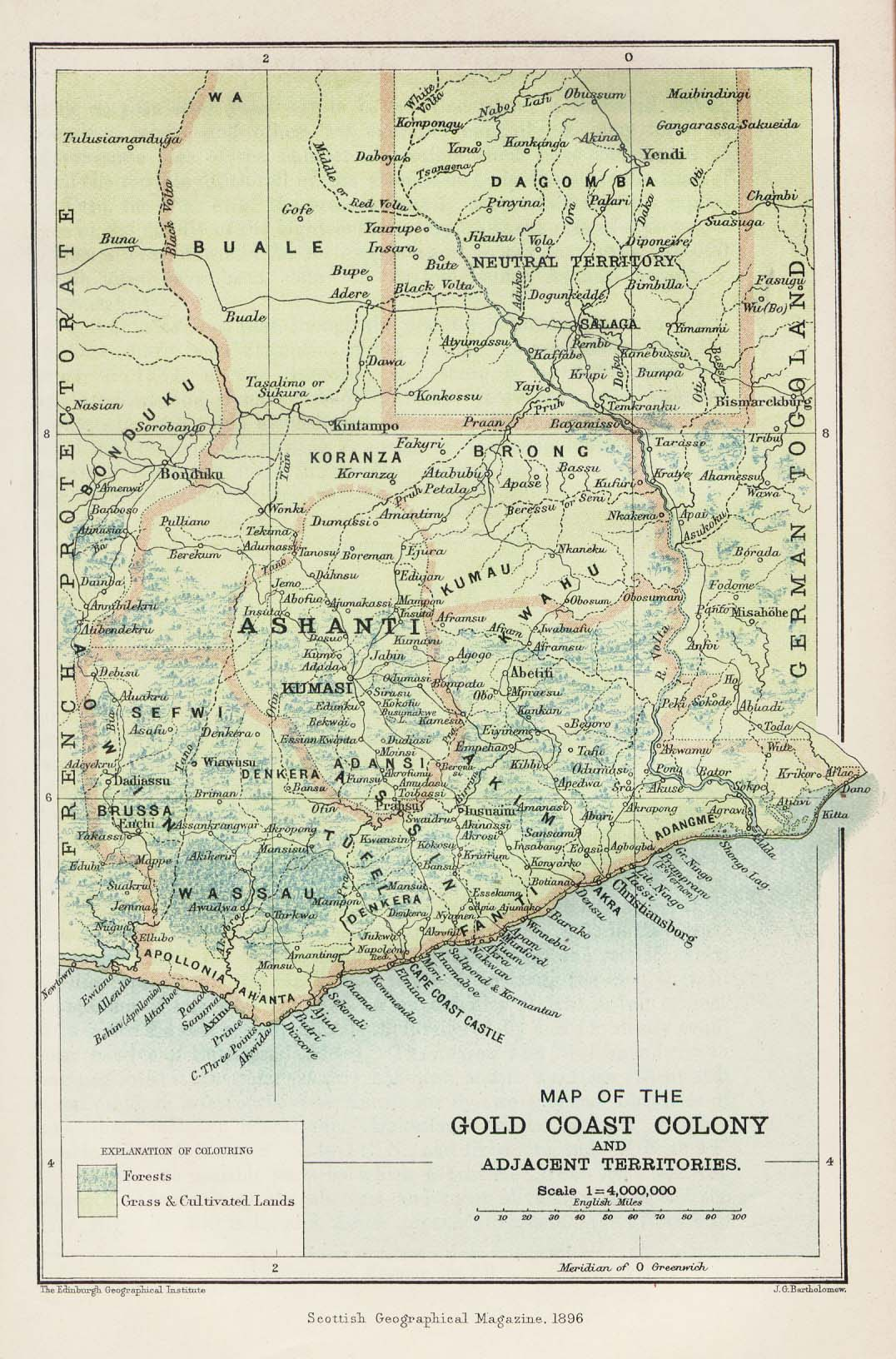
Карта Британского Золотого Берега 1896 года

Первыми европейцами, которые достигли соответствующего побережья, были португальцы; это произошло в 1471 году. Они столкнулись со множеством африканских королевств, и некоторые из этих стран располагали богатыми запасами золота на своих территориях. В 1482 году португальцы построили крепость Эльмина, первый европейский форт на этом берегу. Отсюда они вели торговлю рабами, золотом, ножами, бусами, зеркалами, ромом и оружием.
Новости об успешной торговле распространялись быстро, и в конечном счёте голландские, английские, датские, прусские и шведские торговцы также прибыли в этот регион.  Название «Золотой Берег» долго было названием области, используемым европейцами из-за больших золотых ресурсов, найденных в области. Работорговля была основой торговли в течение многих сотен лет.
В 1672 году образовалась английская королевская Африканская компания, которая построила и укрепила ряд пунктов вдоль береговой линии.
В 1821 году британская Африканская компания была упразднена и была образована британская колония Золотой Берег.
Затем британское правительство овладело всем Золотым берегом, выкупив датский Золотой Берег в 1850 году и голландский Золотой Берег, включая форт Эльмина, в 1872 году. Великобритания также устойчиво расширяла свою колонию посредством вторжения в местные королевства, особенно на территории конфедерации Ашанти и фанти. Ашанти управляли большой частью территории Ганы прежде, чем европейцы прибыли туда, и часто находились в конфликте с ними. Они являются самым многочисленным этническим сообществом в Гане. Четыре войны — Англо-ашантийские войны — велись между ашанти и британцами, которые иногда объединялись с фанти.
Во время Первой англо-ашантийской войны (1863—1864) эти две группы боролись из-за разногласий относительно правителя государства Ашанти и рабства. Напряжённость в отношениях увеличилась в 1874 году, во время Второй англо-ашантийской войны (1873—1874), когда британцы захватили столицу ашанти, Кумаси. Третья англо-ашантийская война (1893—1894) произошла потому, что новый правитель ашанти, ашантихене, хотел защитить свой новый титул. В 1895—1896 годах британцы и ашанти сражались друг с другом во время Четвёртой и последней англо-ашантийской войны, в которой ашанти боролись за свою независимость, но потеряли её. В 1900 году произошло восстание ашанти, которое привело к захвату британцами города Кумаси и захвату Золотого Трона, трона ашантихене. После окончания этой последней войны с ашанти этот народ стал жить под британским протекторатом с 1 января 1902 года.
К 1901 году весь Золотой Берег был британской колонией с местными королевствами, а племена рассматривались как единое целое. Британцы экспортировали множество природных ресурсов: золото, руды металлов, алмазы, слоновая кость, перец, древесина, зерновые, какао. Британские колонисты построили железные дороги и сложную транспортную инфраструктуру, которая сформировала основу для транспортной инфраструктуры в современной Гане. Они также построили больницы по западному образцу и школы, чтобы предоставить современные удобства переезжавшим в колонию гражданам Британской империи.
Коренное население стало требовать больше автономии после окончания Второй мировой войны и начала процесса деколонизации во всём мире. Влиятельный лидер Золотого Берега Кваме Нкрума потребовал немедленной независимости и продемонстрировал намерение добиться её. Опасаясь всеобщего восстания, британцы согласились на большинство его требований. В 1956 году британское Того (Тоголенд), протекторат Ашанти и протекторат Фанти были объединены с Золотым Берегом, чтобы создать единую колонию, которая стала известна как Золотой Берег. В 1957 году колония получила независимость под названием Гана, став первым государством чернокожих в рамках Британского Содружества.